# Patricio Rojas
Patricio Enrique Rojas Saavedra (Santiago, 28 de enero de 1933-ibíd., 27 de mayo de 2021) fue un médico y político chileno. Militante democratacristiano, fue ministro de Estado durante los gobiernos de los presidentes Eduardo Frei Montalva y Patricio Aylwin Azócar.

## Familia y estudios
Hijo de Diego Rojas y de María Saavedra, se casó en 1959 con María Antonieta Olmedo Quero, con quien tuvo cinco hijos.
Estudió en el Liceo de Aplicación de la capital y luego en la Universidad de Chile, entidad de la cual obtuvo el título de médico cirujano en 1957.
Falleció en la ciudad de Santiago, el 27 de mayo de 2021.

## Carrera política
Fue director del Servicio Médico y Dental (Semda) de los estudiantes en la Universidad de Chile. En esa misma institución ocupó el cargo de presidente del Centro de Alumnos de la Facultad de Medicina, su primera actividad política. 
En 1957 llegó a ser presidente de la Federación de Estudiantes de la Universidad de Chile (Fech), mismo año en el que se creó el Partido Demócrata Cristiano, en el que militó hasta su muerte. Su presidencia de la entidad estudiantil daría comienzo a un periodo de diez años de militantes de la JDC en el liderazgo de la federación.
Durante la administración del presidente Eduardo Frei Montalva fue nombrado subsecretario (1964-1967) y luego ministro de Educación suplente (1967-1969). En este último puesto le correspondió ser cofundador del Comisión Nacional de Investigación Científica y Tecnológica (Conicyt), en 1967. Tras la renuncia de Edmundo Pérez Zujovic, en 1969, fue designado ministro del Interior, cargo que conservaría hasta el final del Gobierno de Frei Montalva.

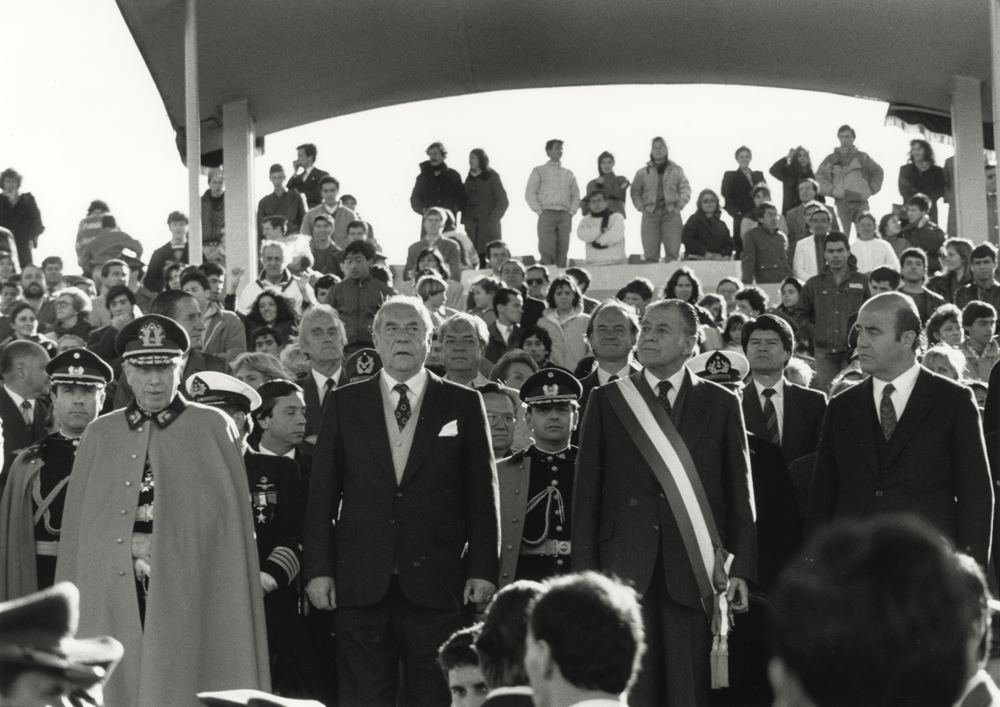
Rojas (primero a la derecha) en la Parada Militar junto a Patricio Aylwin, Gabriel Valdés y Augusto Pinochet.

Ya en el poder Patricio Aylwin, en marzo de 1990, fue nombrado ministro de Defensa. En este periodo le cupo confrontar una difícil situación al tener jerárquicamente bajo su mando al gobernante saliente, el general Augusto Pinochet, quien continuaba como Comandante en Jefe del Ejército.
Su última participación fue en el primer gobierno de Michelle Bachelet, quien lo nombró presidente del Consejo Directivo del Sistema de Empresas Públicas (SEP) de Corfo, el 11 de marzo de 2006, cargo que dejaría el 27 de marzo de 2008, tras la férrea defensa que hizo del destituido presidente de la Empresa de los Ferrocarriles del Estado (EFE), Luis Ajenjo, acusado de malversación de caudales públicos y correligionario suyo. Esto último hizo que se distanciara del senador Adolfo Zaldívar.

## Carrera académica
En el ámbito académico, fue profesor ayudante en la Facultad de Medicina de la Universidad de Chile, profesor investigador encargado del Programa de Desarrollo y Transferencia de la Universidad de Chile (1973-1975) y presidente de la Comisión Ejecutiva del Consejo Interamericano de Educación, Ciencia y Cultura (1967 y 1970-1973).
También fue consultor internacional en asuntos científicos, tecnológicos y educativos del Banco Mundial y en el Banco Interamericano de Desarrollo (1975-1990).
Fue representante de la Presidencia de la República en el Consejo Universitario de la Universidad de Chile, durante los gobiernos de Ricardo Lagos y Michelle Bachelet.

## Controversias

### Muerte de Frei Montalva
Como médico y militante democratacristiano, fue el enlace entre el grupo de facultativos a cargo de la salud del expresidente Eduardo Frei Montalva y el equipo quirúrgico que lo intervino justo antes de que una infección generalizada le provocara la muerte a Frei en enero de 1982. Hasta ahora, Rojas niega que el expresidente haya sido envenenado, como lo afirma la familia Frei, lo que ha generado un distanciamiento entre ellos.
En el marco de la investigación que sigue el juez Alejandro Madrid, su nombre aparece vinculado a procedimientos «no rigurosos» respecto de la autopsia y su relación con los médicos vinculados al posible asesinato de Frei Montalva.

### Caso Mirage
A comienzos de 2009, el nombre de Rojas volvió a la primera plana de los medios al destaparse el escándalo de pagos ilegales en el marco de la compra de aviones Mirage Elkan a Bélgica en 1994.  El propio Rojas, secretario de Defensa de la época, salió al paso de las dudas afirmando que nunca supo «de intermediarios de una operación presentada y autorizada como oficial».